# Tro
En persons tro er personens overbevisning om, at et udsagn er sandt, uden at personen har en viden om, at det er sandt. Tro er således en antagelse (”Jeg tror, aktiekurserne stiger om to år”). Tro kan imidlertid også være tillid (”Jeg tror på ham”).

## Tro, viden og overtro
Tro og viden er to forskellige måder at opnå en opfattelse angående et givent sagforhold eller emne på. Det kan være angående hvad der sker, når man dør, om jorden er flad eller rund, eller om nogle begivenheder sker tilfældigt eller er forudbestemte. Tro ses af mange som en modsætning til viden. Andre ser ikke en modsætning mellem de to, men ser tro som en mulig forlængelse af viden – eller mere præcist sagt: De ser trosudsagn som en mulig forlængelse af vidensudsagn. Et eksempel er disse to udsagn: "Jeg ved, at universet er mange milliarder lysår stort, og jeg tror, at det er uendelig stort."
- Viden er baseret på empiri og kan således kun opnås gennem observationer, der er uafhængige af observatøren.
- Tro er baseret på en personlig overbevisning om sandheden af et udsagn. I Det Nye Testamente defineres tro således: ”Tro er fast tillid til det, der håbes på, overbevisning om det, der ikke ses.” (Hebræerbrevet, kap. 11, 1).
- Overtro bruges om tro som man ikke selv tror på, oftest ældre overbevisninger der er blevet udskiftet med nyere opfattelser eller helt afskaffet. ”Overtro” bruges også om overbevisninger, der ikke er tilknyttet et bestemt trossystem, såsom eksistensen af overnaturlige væsener (nisser, julemanden) eller antagelsen af, at bestemte genstande giver held eller uheld (en hestesko der er hængt op over døren, en sort kat der løber over vejen).

## Religiøs tro

### Fides quae og fides qua
En klassisk skelnen med hensyn til religiøs tro er distinktionen mellem ”fides quae creditur” (latin for ”troen der tros”) og ”fides qua creditur” (latin for ”troen med hvilken der tros”). Fides quae er troens indhold (det der tros på, dogmerne), f.eks. ”Der eksisterer en Gud”. Fides qua er derimod selve troen, den stærke personlige vished om eksistensen af Gud eller en højere mening. Den franske teolog André Gounelle definerer fides qua således: ”’Fides qua creditur’ henviser til Guds aktive tilstedeværelse i mig, et nærvær, der griber mig, virker mig, forvandler mig, sætter mig i fællesskab med Gud.” 
Den kristne teolog Søren Kierkegaard opstillede engang forholdet mellem fides quae og fides qua således:
”Dersom en, der liver midt i kristendommen, går op i Guds hus, i den sande Guds hus, med den sande forestilling om Gud i viden, og nu beder, men beder i usandhed; og når en lever i et afgudisk land, men beder med uendelighedens hele lidenskab, skønt hans øje hviler på en afguds billede, hvor er så mest sandhed? Den ene beder i sandhed til Gud, skønt han tilbeder en afgud; den anden beder i usandhed til den sande Gud, og tilbeder derfor i sandhed en afgud.” 
Således kan kristne teologer argumentere for, at ikke-kristne kan have en sand tro, hvis de tror med ”uendelighedens hele lidenskab”.

### Arter af religiøs tro
En religion kan beskrives som et mere eller mindre fast organiseret trossystem. Disse trossystemer kan opdeles i stadigt mere specifikke grupper og undergrupper.
En stor religiøs gruppe kaldes en verdensreligion (f.eks. kristendommen), og denne kan inddeles i undergrupper (f.eks. katolicismen, protestantismen og den ortodokse kirke), og disse kan igen inddeles i undergrupper. En udbrydergruppe kaldes undertiden en sekt. En gruppe, der samles omkring en karismatisk leder, kaldes en kult. Disse opdelinger er dog uklare, og der kan være uenighed om, hvornår en tro tilhører den ene eller den anden gruppe.
Teistisk tro er en tro på, at der findes en eller flere guder, der er hævet over naturen og blander sig i verdens begivenheder, f.eks. ved at svare på bønner. Deisme og panteisme er begge kendetegnet ved en tro på, at Gud ikke blander sig i eller påvirker verdens begivenheder.
Modsat teisme står ateisme, som er afvisning af eller fravær af teistisk tro.
Teistisk tro opnås typisk gennem en hellig tekst (f.eks. Bibelen eller Koranen), som indeholder den pågældende religions lære. Det er meget almindeligt, at en nation eller et samfund gennem lovgivning favoriserer en bestemt religion eller trosretning, f.eks. når den danske grundlov favoriserer den evangelisk-lutherske kirke.
Tilbedelsen af én gud kaldes monoteisme, og tilbedelsen af flere guder kaldes polyteisme. Hvis man følger den officielle version af en tro, er man ortodoks (rettroende). Hvis man har en alternativ version af troen, er man heterodoks. Hvis man – ifølge de ortodokse - har en forkert tro, er man kættersk.
Ikke-teistisk tro er religiøse systemer uden guder. De bedst kendte eksempler er buddhisme, taoisme og forfædredyrkelse.
Til ikke-teistisk tro hører også:
- Tilbedelse af berømtheder, levende eller afdøde, f.eks. Elvis Presley eller den såkaldte Cargokult
- Naturbaserede trossystemer, f.eks Wicca, Shamanisme eller den druidiske tro
- Troldomsbaserede trossystemer, f.eks. nekromantik eller voodoo
- Pseudovidenskabelig tro, f.eks. astrologi, numerologi eller homøopati
- Traditionsbaserede trossystemer, f.eks. traditionerne omkring nisser og julemanden

## Intellektuel tro
Religionshistorikeren Mircea Eliade hævdede i en artikel fra 1953, at der ikke er en klar skillelinje mellem religiøs tro og intellektuel tro, og at f.eks. kommunismen og nazismen har opbygget myter af samme art som de religiøse myter. Sociologen Émile Durkheim mente tilsvarende, at den religiøse tro ikke kan adskilles fra de aktiviteter af kunstnerisk, videnskabelig eller humanistisk art, som giver troen konkret eksistens.
En udbredt moderne tro er troen på et absolut fremskridt. Denne tro kan ses som en videreudvikling af Gudsbegrebet. Fremskridtstroen indebærer et håb om et lykkeligt samfund, når de tekniske og humanistiske forudsætninger gør harmonien mulig. Socialisme og kommunisme er eksempler på ideologier med en stærk fremskridtstro.

## Betydning for individet
Tro kan enten være dogmatisk eller i stadig bevægelse. Alt efter opfattelse er tro en dyd eller en karakterbrist.
For mange er deres tro en central del af deres selvforståelse, og kritik eller afvisning af deres tro vil ofte blive opfattet som en kritik eller afvisning af personen selv.

## Betydning for samfundet
At enkeltindividet arbejder på at overbevise sine nærmeste om sin tros rigtighed og betydning, kan føre til, at mennesker grupperer sig efter tro i stammer, samfund og stater. Tro har til alle tider været et effektivt redskab til at opnå politisk indflydelse.

## Kritik af religiøs tro
Selve troen er i mange religionsformer blevet fremhævet som noget positivt, ikke mindst i protestantismen, som lærer, at mennesket bliver frelst ved troen alene, uden gode gerninger. En sådan lære har dog kaldt på en del kritik. I sin bog The God Delusion (Vildfarelsen om Gud) (2006) siger den engelske ateist Richard Dawkins:
”Men hvorfor accepterer vi i det hele taget ideen om, at den ene ting, man må gøre for at behage Gud, er at tro på ham? Hvad er så specielt ved at tro? Er det ikke lige så sandsynligt, at Gud ville belønne venlighed, eller gavmildhed, eller ydmyghed? Eller oprigtighed? Hvad nu, hvis Gud er en videnskabsmand, som betragter ærlig søgen efter sandheden som den højeste dyd?” 
Fremhævelsen af troen er også blevet kritiseret af den danske åndelige lærer Martinus (1890-1981). Han siger, at religiøs tro simpelthen er en evne, som nogle mennesker har, og som andre mennesker ikke har. Nogle mennesker kan simpelthen ikke tro på noget, som der ikke er evidens for.
Det ville derfor være uretfærdigt, hvis Gud lod menneskers evige skæbne (himmel eller helvede) afhænge af, om de har denne evne eller ej. Man kan ikke tvinge sig selv til at tro, hvis man ikke har denne evne. Det ville være et bedrag. Det er også umuligt for andre mennesker at tvinge én til at tro. Troen er noget, der ikke er underkastet viljen.
Ifølge Martinus er religiøs tro en evne til at lade sig påvirke følelsesmæssigt – lade sig suggerere - til at tro på forestillinger, som ikke er begrundet i viden eller intelligens. Og nogle mennesker har simpelthen ikke den evne. Ja, faktisk bliver der flere og flere mennesker, som ikke har trosevnen.